# WSOF 9
WSOF 9: Carl vs. Palhares foi um evento de artes marciais mistas promovido pelo World Series of Fighting, ocorrido em 29 de março de 2014 no Hard Rock Hotel and Casino em Paradise, Nevada.

## Background
Esse evento terá como evento principal pelo Campeão Meio Médio do WSOF Steve Carl fazendo sua primeira defesa de título de sua carreira. Enfrentando Carl o veterano do UFC Rousimar Palhares, que irá lutar pela primeira vez desde sua demissão do UFC em Outubro.
O Cinturão Peso Galo Inaugural do WSOF estará em jogo no co-evento principal que contará com Marlon Moraes enfrentando Josh Rettinghouse. Moraes vem de uma vitória por nocaute em 32 segundos sobre Carson Beebe no WSOF 6. Rettinghouse vem de vitória por decisão sobre o veterano do Bellator Alexis Vila.

## Card Oficial
^ a: Pelo Cinturão Meio Médio do WSOF.

^ b: Pelo Cinturão Peso Galo Inaugural do WSOF.

## Ligações Externas
1. ↑  a[›]
2. ↑  b[›]